# Jean-Pierre Hansen
Jean-Pierre Hansen FRS (10 de maio de 1942) é um químico luxemburguês.